# Naturwaldreservat Waldhaus mit Feuchtbereich im Handthalgrund
Koordinaten: 49° 52′ 0″ N, 10° 27′ 58″ O

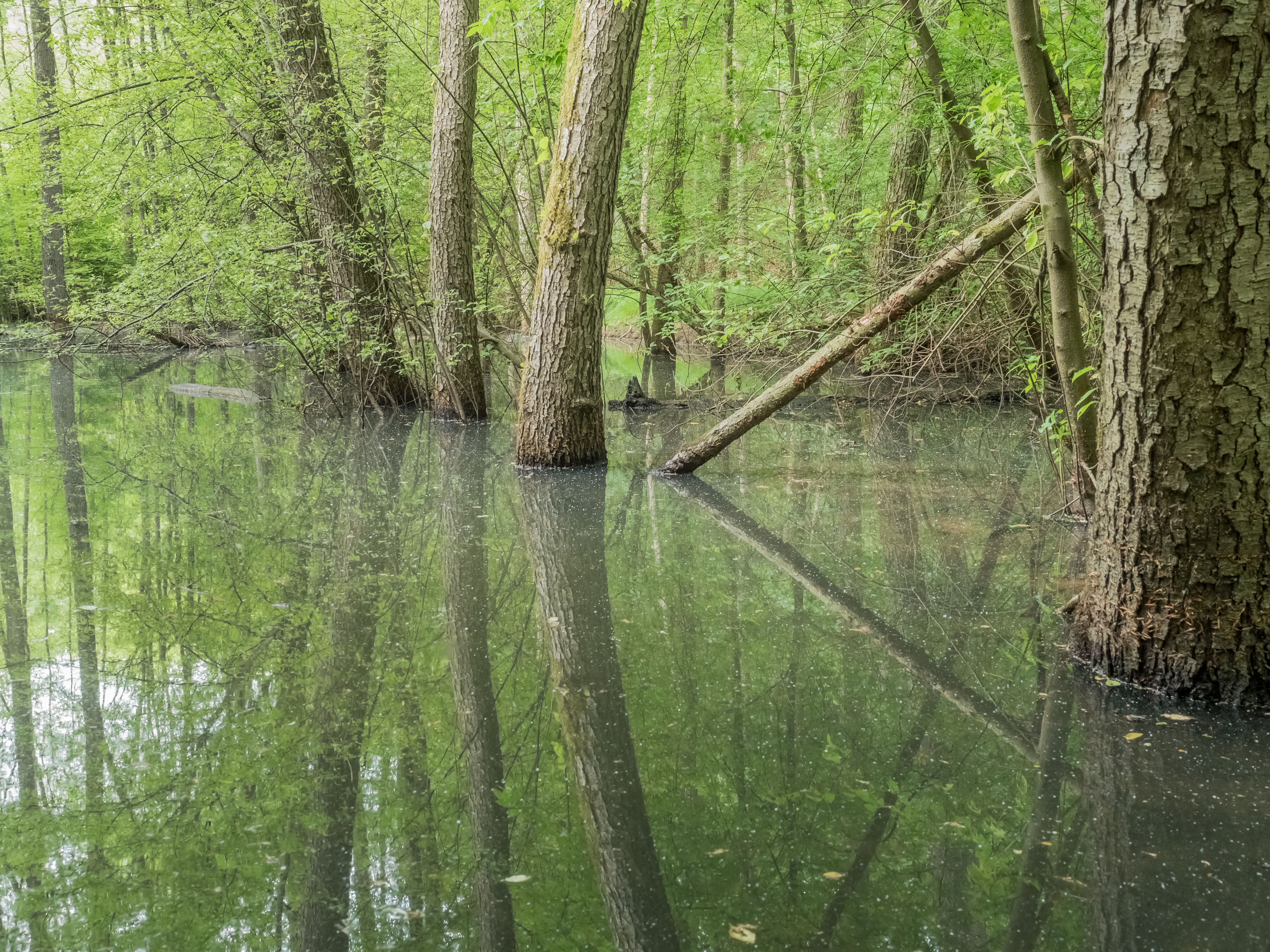
Naturschutzgebiet Naturwaldreservat Waldhaus mit Feuchtbereich im Handthalgrund (Mai 2015)

Das Naturschutzgebiet Naturwaldreservat Waldhaus mit Feuchtbereich im Handthalgrund liegt auf dem Gebiet des Marktes Ebrach im Landkreis Bamberg in Oberfranken. Es ist das größte Naturschutzgebiet im Landkreis.
Das 107,6 ha große Gebiet mit der Nr. NSG-00566.01, das im Jahr 2000 unter Naturschutz gestellt wurde, erstreckt sich nordwestlich des Kernortes Ebrach. Südlich des Gebietes, bei dem es sich um naturnahe und charakteristische Laubwaldgesellschaften des Steigerwaldes handelt, verläuft die B 22.